# Provinz Paucartambo
Die Provinz Paucartambo ist eine von dreizehn Provinzen der Region Cusco in Südzentral-Peru. Sie hat eine Fläche von 6295 km². Beim Zensus 2017 lebten in der Provinz 42.504 Menschen. Im Jahr 1993 lag die Einwohnerzahl bei 40.696, im Jahr 2007 bei 45.877. Die Provinzverwaltung befindet sich in Paucartambo.

## Geographische Lage
Die Provinz Paucartambo liegt in den Anden, etwa 30 km ostnordöstlich der Regionshauptstadt Cusco. Sie hat eine Längsausdehnung in NNW-SSO-Richtung von etwa 114 km sowie eine maximale Breite von etwa 75 km. Das Gebiet wird von den Gebirgsketten der peruanischen Ostkordillere durchzogen. Im äußersten Südosten befindet sich das vergletscherte Gebirgsmassiv des 5522 m hohen Jolljepunco (auch Colquepunco). Der Nordosten der Provinz wird über den Río Alto Madre de Dios entwässert. Durch den Südwesten der Provinz fließt der Río Paucartambo (Río Yavero) in nordnordwestlicher Richtung.
Die Provinz Paucartambo grenzt im Norden und Nordosten an die Provinz Manu (Region Madre de Dios), im Südosten an die Provinz Quispicanchi, im Südwesten an die Provinz Acomayo sowie im Westen an die Provinz Calca.

## Verwaltungsgliederung
Die Provinz Paucartambo ist in sechs Distrikte gegliedert. Der Distrikt Paucartambo ist Sitz der Provinzverwaltung.
| Distrikt    | Verwaltungssitz |
| ----------- | --------------- |
| Caicay      | Caicay          |
| Challabamba | Challabamba     |
| Colquepata  | Colquepata      |
| Huancarani  | Huancarani      |
| Kosñipata   | Pilcopata       |
| Paucartambo | Paucartambo     |